# Среднее Село (Киришский район)
Среднее Село — деревня в Будогощском городском поселении Киришского района Ленинградской области.

## История
Деревня Середние обозначена на специальной карте западной части России Ф. Ф. Шуберта 1844 года.

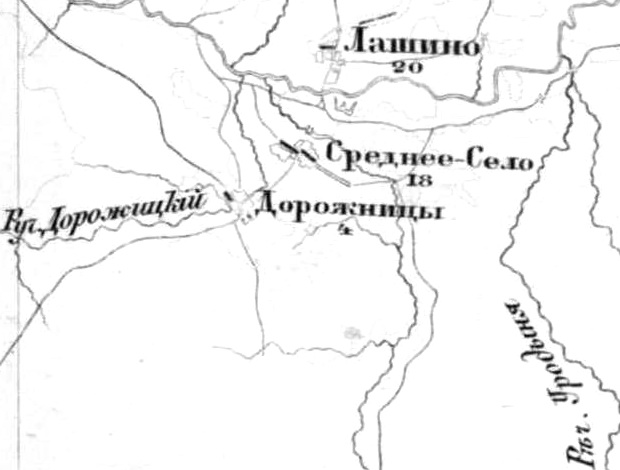
Деревня Среднее Село на карте 1872 года

Согласно карте Ф. Ф. Шуберта 1872 года деревня насчитывала 18 крестьянских дворов, к северу от деревни находилась водяная мельница.

СРЕДНЕЕ-СЕЛО — деревня с усадьбой Федосельского общества, прихода Петровско-Пчёвжинского погоста.
 
Крестьянских дворов — 26. Строений — 75, в том числе жилых — 36.

Число жителей по семейным спискам 1879 г.: 65 м. п., 69 ж. п.; по приходским сведениям 1879 г.: 57 м. п., 76 ж. п.

Усадьба: Строений — 10, в том числе жилых — 3. Число жителей по приходским сведениям 1879 г.: 5 м. п., 5 ж. п.

В конце XIX века деревня административно относилась к Недашецкой волости 1-го стана, в начале XX века — Недашецкой волости 2-го стана 2-го земского участка Тихвинского уезда Новгородской губернии.

СРЕДНЕЕ СЕЛО — деревня Среднесельского общества, дворов — 40, жилых домов — 49, число жителей: 109 м. п., 149 ж. п. 

Занятия жителей — земледелие, лесные заработки. Река Пчёвжа. Часовня, земская школа. 

СРЕДНЕЕ СЕЛО — усадьба, дворов — 3, жилых домов — 3, число жителей: 6 м. п., 6 ж. п. 

Занятия жителей — земледелие. Река Пчёвжа. Смежна с деревней Среднее Село. (1910 год)

Согласно карте Петроградской и Новгородской губерний 1915 года деревня Среднее Село насчитывала 20 дворов, через деревню протекал Ляхов ручей, на котором была водяная мельница.
С 1917 по 1918 год деревня Среднее Село входила в состав Недашецкой волости Тихвинского уезда Новгородской губернии.
С 1918 года в составе Череповецкой губернии.
С 1927 года в составе Лашинского сельсовета Будогощенского района.
С 1932 года в составе Киришского района.

Деревня Среднее Село на карте 1932 года

Согласно карте Ленинградской области Северо-западного аэрогеодезического треста ГГУ издания 1932 года деревня насчитывала 15 крестьянских дворов, в деревне находилась мукомольная водяная мельница.
По данным 1933 года деревня Среднее Село входила в состав Лашинского сельсовета Киришского района.
Согласно переписи населения СССР 1939 года в деревне Среднее Село проживали 42 мужчины и 44 женщины, всего 86 человек. Кроме того в деревню Среднее Село был «свезён» хутор Глухая Уродыня, где ранее проживали 9 мужчин и 11 женщин и «перевезён» выселок Горушка, где ранее проживали 4 мужчин и 3 женщин. Всего в деревне Среднее Село насчитывалось 113 жителей.
С 1954 года в составе Званковского сельсовета.
С 1963 года в составе Волховского района.
С 1965 года вновь в составе Киришского района. В 1965 году население деревни Среднее Село составляло 184 человека.
По данным 1966 года деревня Среднее Село также входила в состав Званковского сельсовета.
По данным 1973 и 1990 годов деревня Среднее Село входила в состав Будогощского сельсовета.
В 1997 году в деревне Среднее Село Будогощской волости проживали 66 человек, в 2002 году — 54 (русские — 91 %).
В 2007 году в деревне Среднее Село Будогощского ГП проживали 47 человек, в 2010 году — также 47.

## География
Деревня расположена в юго-восточной части района на автодороге 41К-547 (Будогощь — Половинник).
Расстояние до административного центра поселения — 18 км.
Расстояние до железнодорожной платформы Горятино — 6 км.
К северу от деревни протекают ручей Ляхово и река Пчёвжа.

## Демография
| 1879 | 1910 | 1965 | 1997 | 2002 | 2007 | 2010 |
| ---- | ---- | ---- | ---- | ---- | ---- | ---- |
| 144  | ↗270 | ↘184 | ↘66  | ↘54  | ↘47  | →47  |
| 2017 |      |      |      |      |      |      |
| →47  |      |      |      |      |      |      |

### Национальный состав
Согласно данным Всероссийской переписи населения 2021 года в деревне проживали 24 человека, из них:
 русские — 22, остальные национальность не указали.

## Улицы
Лесная, Советская, Центральная, Шоссейная.